# Avot de Rabí Natan
L'Avot de Rabí Natan (en hebreu: אבות דרבי נתן) és un tractat extra-talmúdic. Existeixen dues versions d'aquest tractat de 41 i 48 capítols cadascuna, la primera habitualment és impresa al costat dels tractats menors del Talmud, com un apèndix de l'ordre de Nezikín del Talmud de Babilònia, i la seva estructura és semblant a un Midraix. No es basa en un passatge de la Bíblia, sinó en un tractat de la Mixnà, en una versió del tractat de Pirkei Avot, anterior a la versió que va ser canonizada per Yehudà ha-Nassí, i que segons la tradició, es va ensenyar a l'acadèmia del Rabí Natan. No obstant això, encara que ha estat atribuït a aquest savi de l'època de la Mixnà, l'Avot del Rabí Natan va ser possiblement escrit a l'època dels Gueonim. El seu estil és menys formal que el tractat de Pirkei Avot, i conté algunes tradicions úniques.